# 231

## Nașteri
- dată necunoscută: Iulian din Tars  (d. 305)